# Польний гетьман коронний
По́льний ге́тьман коро́нний (пол. Hetman polny koronny) — в Речі Посполитій — заступник командувача армією Польського королівства («Корони») — великого гетьмана коронного.
В мирний час великий гетьман зазвичай перебував при дворі, займався адміністративними питаннями та займався стратегічним керуванням, а польний гетьман перебував «у полі» (звідки й виникла назва.
див. також «фельдмаршал» — «польовий маршал»), командував незначними операціями, охороною кордонів.

## Список гетьманів
- Станіслав Ходецький 1492–1499
- Пйотр Мишковський 1499–1501
- Станіслав Ходецький 1501–1505
- Ян Каменецький 1505–1509
- Ян Творовський 1509–1520
- Марцін Каменецький 1520–1528
- Ян Кола 1528–1538
- Микола Сенявський 1539–1561
- Флоріан Зебжидовський 1561–1562
- Станіслав Лесновольський 1562–1565
- Єжи Язловецький 1569–1575
- Миколай Сенявський 1575–1576
- Ян Зборовський 1576–1584
- Станіслав Жолкевський 1588–1618
- Станіслав Конєцпольський 1618–1632
- Марцін Казановський 1633–1636
- Миколай Потоцький 1637–1646
- Марцін Калиновський 1646–1652
- Станіслав Ревера Потоцький 1652–1654
- Станіслав Лянцкоронський 1654–1657
- Єжи-Себастьян Любомирський 1657–1664
- Стефан Чарнецький 1665
- Ян Собеський 1666–1668
- Дмитро Юрій Вишневецький 1668–1676
- Станіслав Ян Яблоновський 1676–1683
- Миколай Єронім Сенявський 1683
- Анджей Потоцький 1684–1691
- Фелікс Казимир Потоцький 1692–1702
- Ієронім Августин Любомирський 1702
- Адам Миколай Сенявський 1702–1706
- Станіслав Матеуш Жевуський 1706–1726
- Станіслав Хоментовський 1726–1728
- Ян Клемент Браницький 1735–1752
- Жевуський Вацлав Петро 1752–1773
- Францішек Ксаверій Браницький 1773–1774
- Северин Жевуський 1774–1794

## Галерея

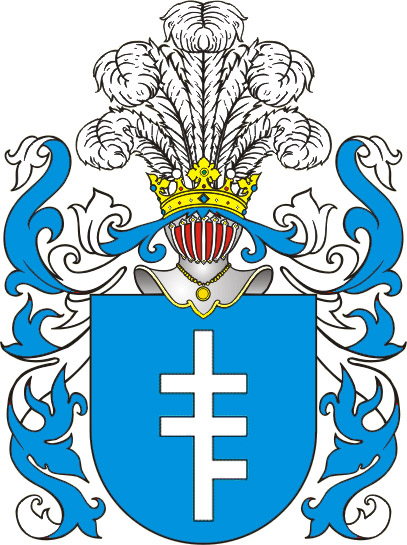
Мартин Камянецький
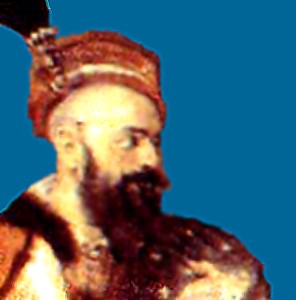
Микола Сенявський
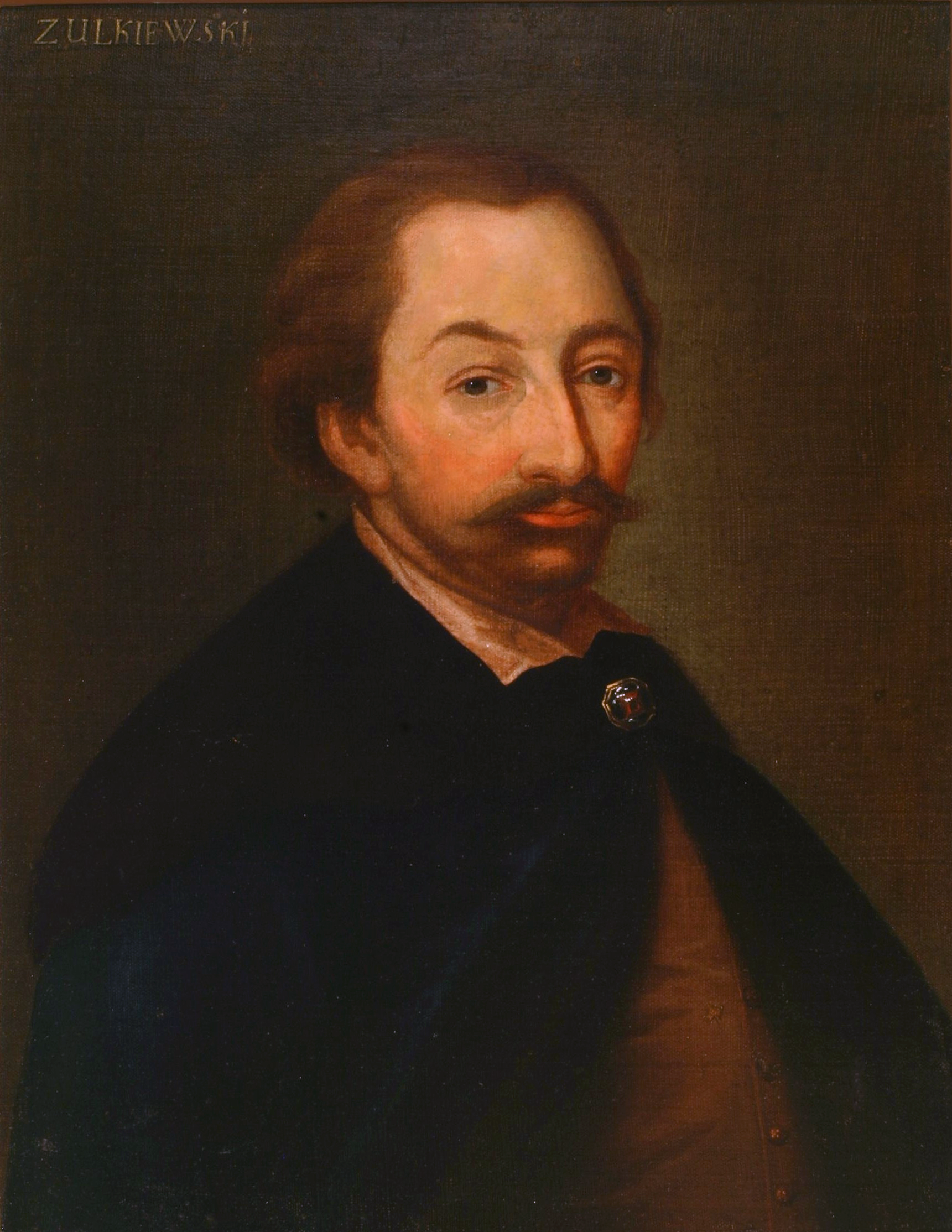
Станіслав Жолкевський
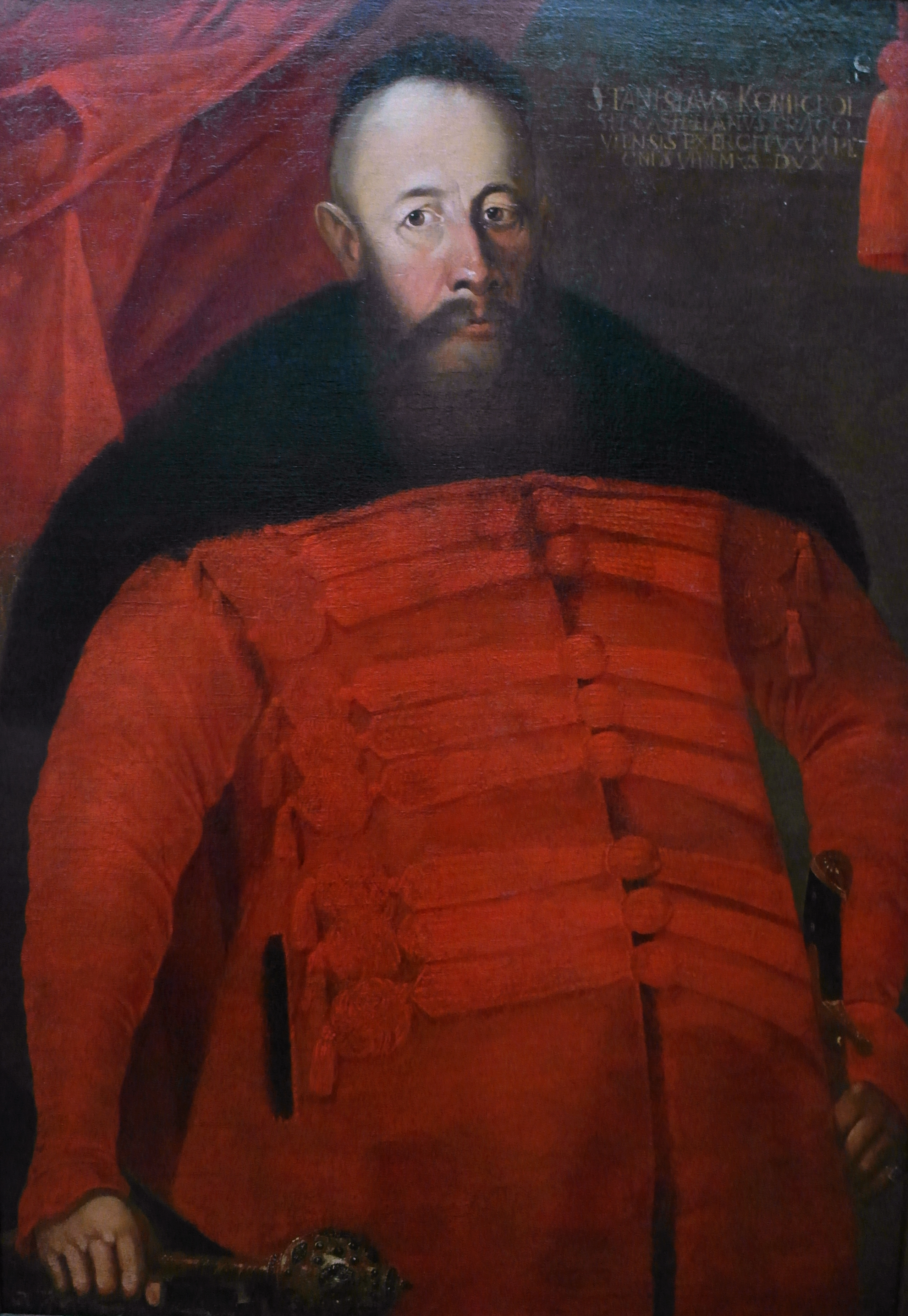
Станіслав Конєцпольський
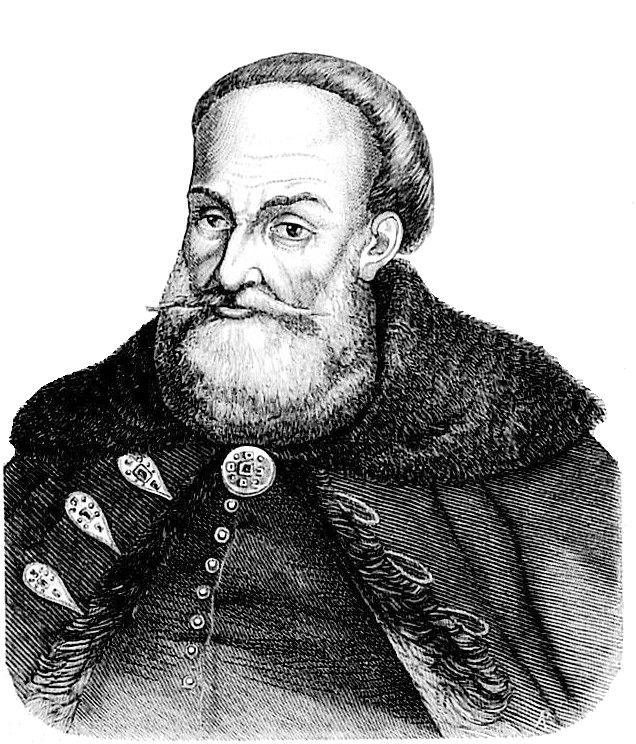
Мартин Казановський
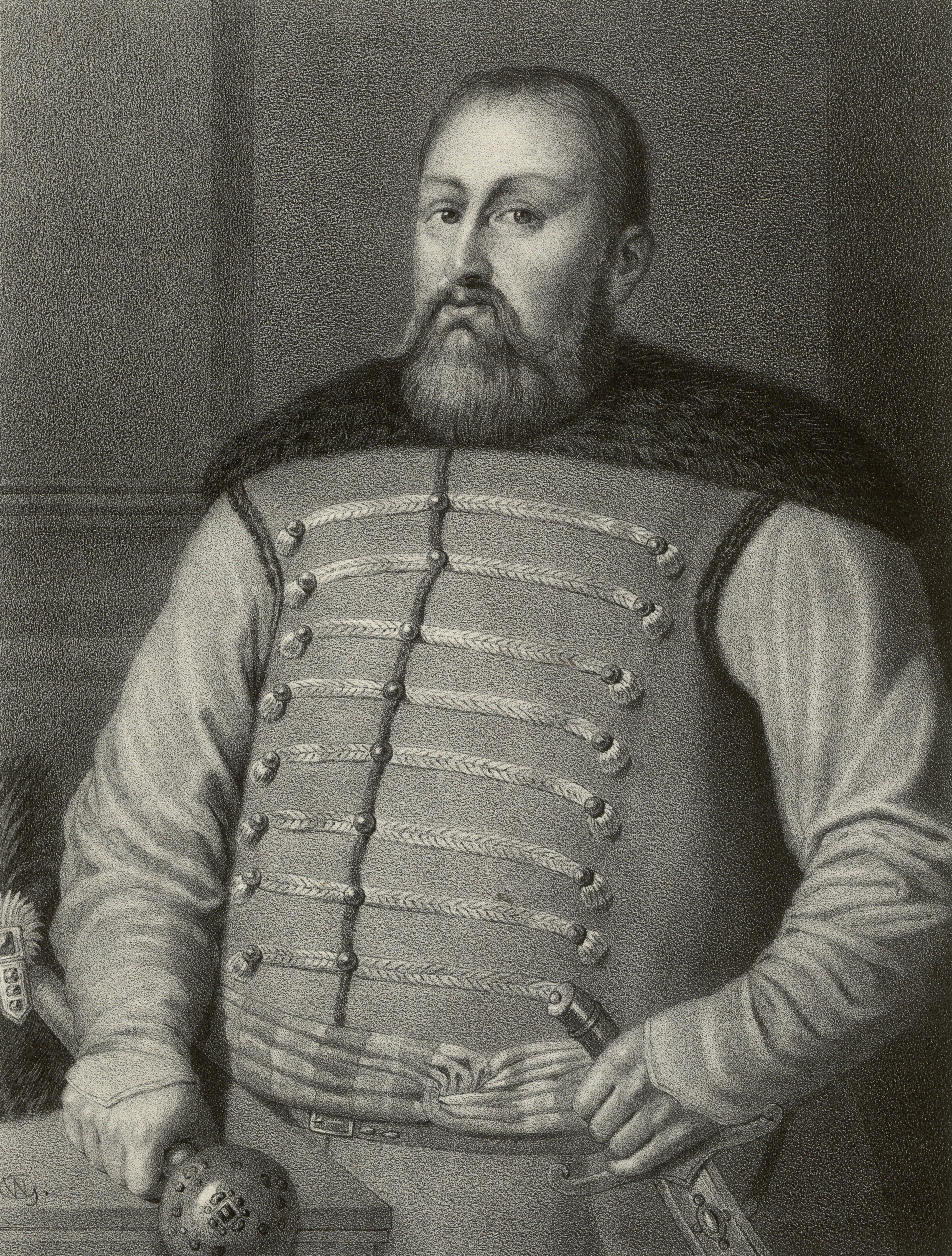
Микола Потоцький "Ведмежа лапа"
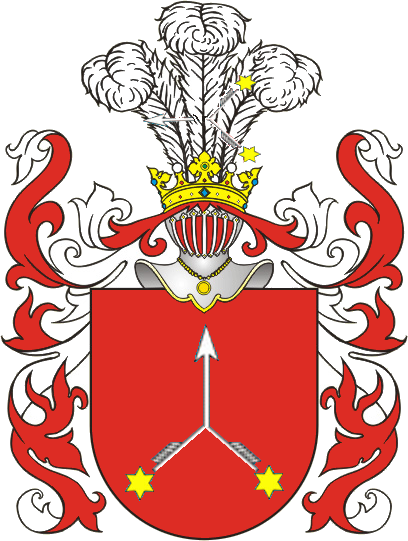
Мартин Калиновський
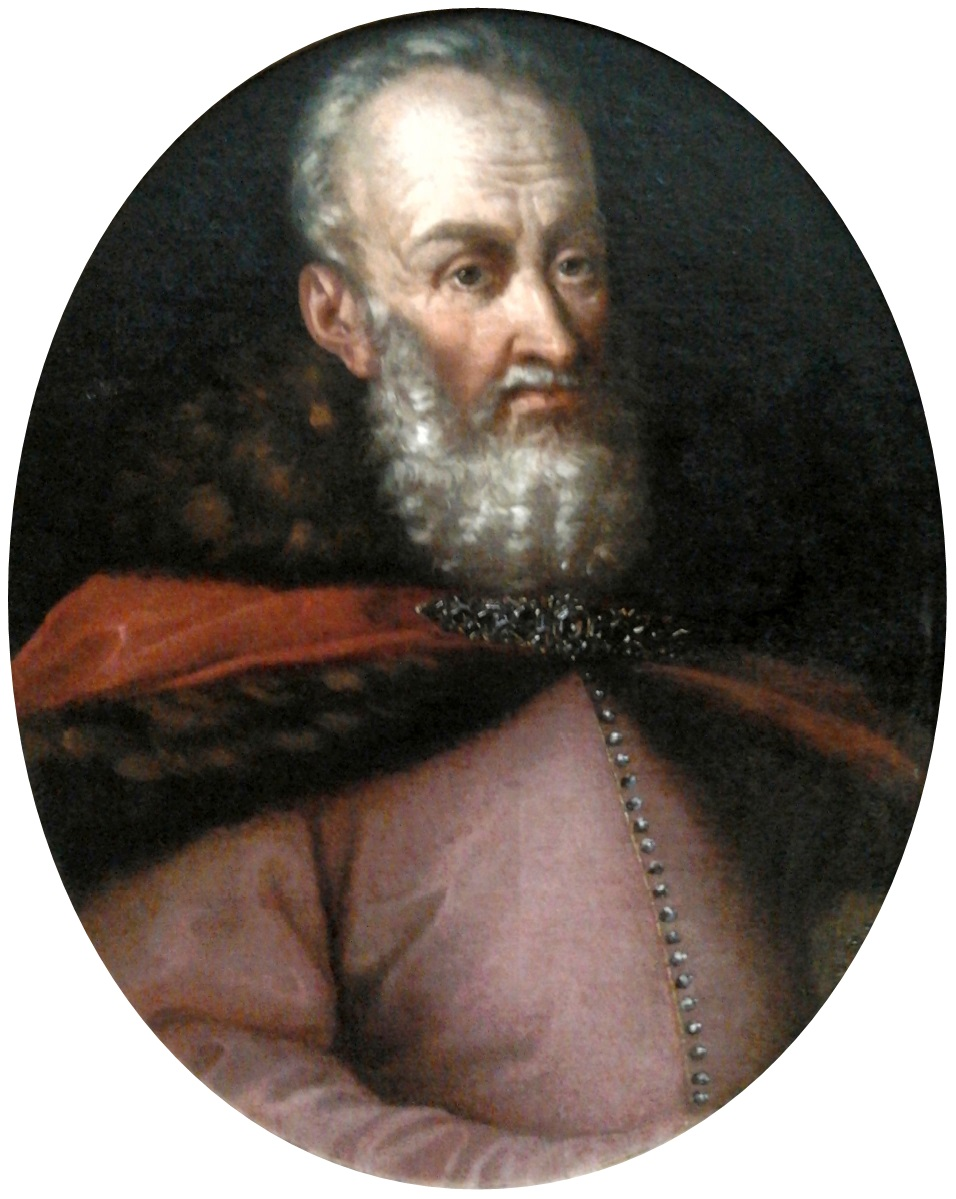
Станіслав Ревера Потоцький
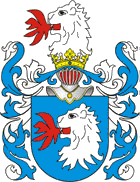
Станіслав Лянцкоронський
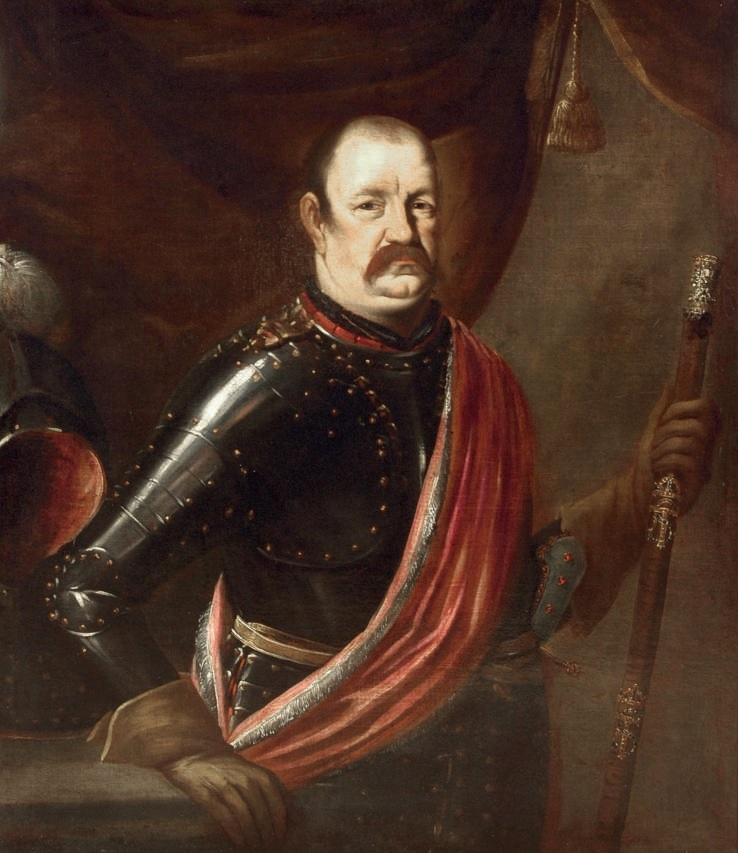
Юрій Себастіан Любомирський
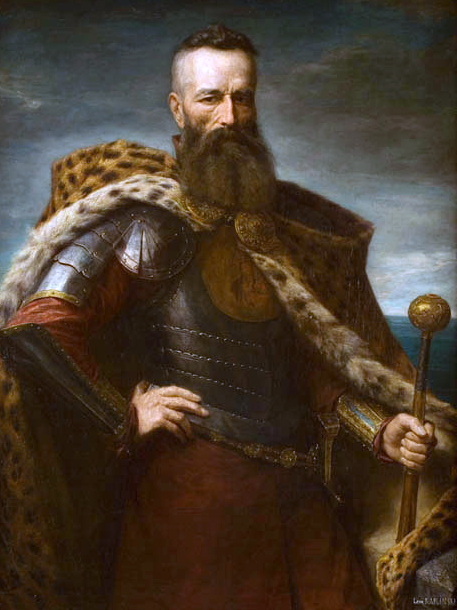
Стефан Чарнецький
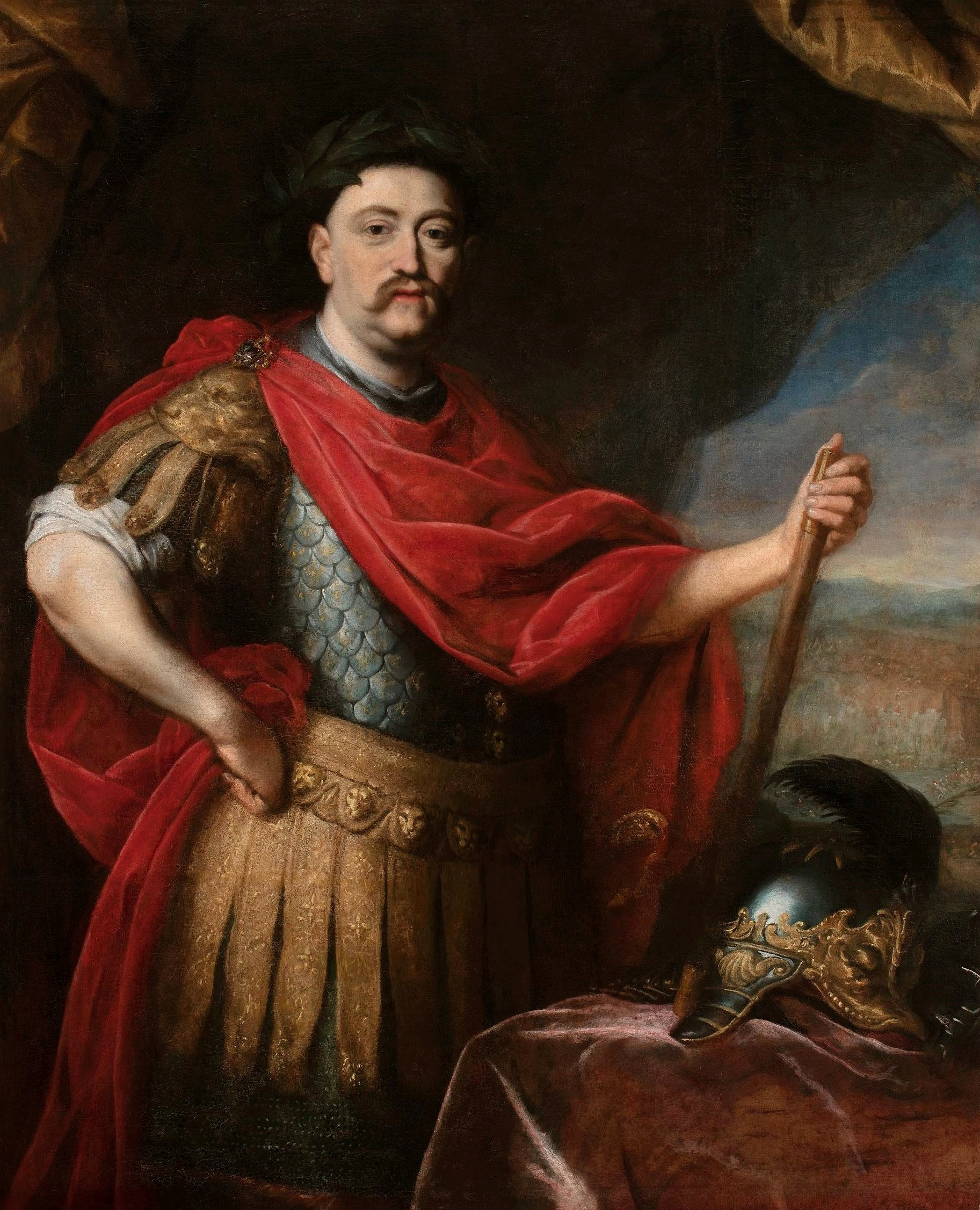
Ян Собеський
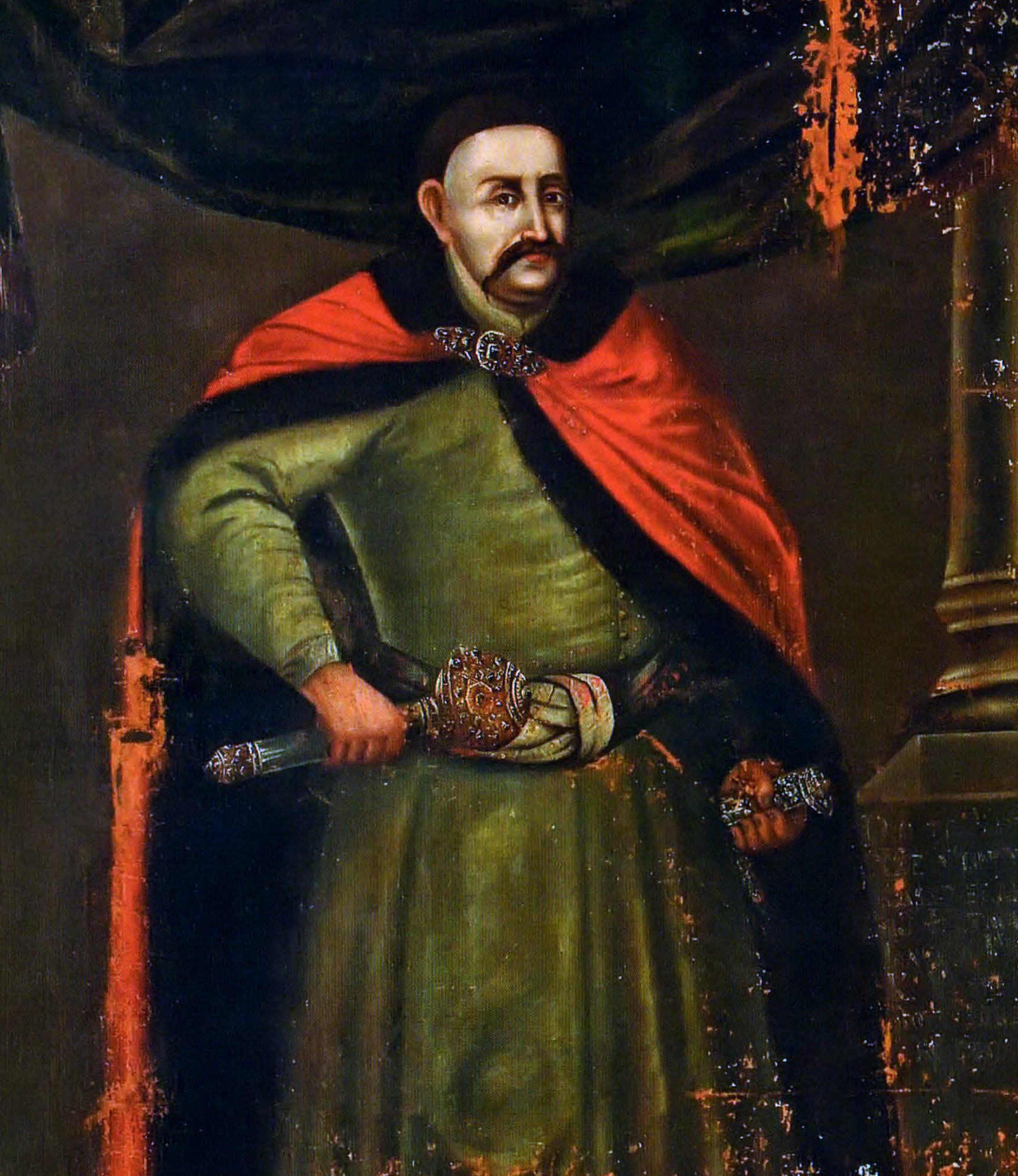
Дмитро Юрій Вишневецький
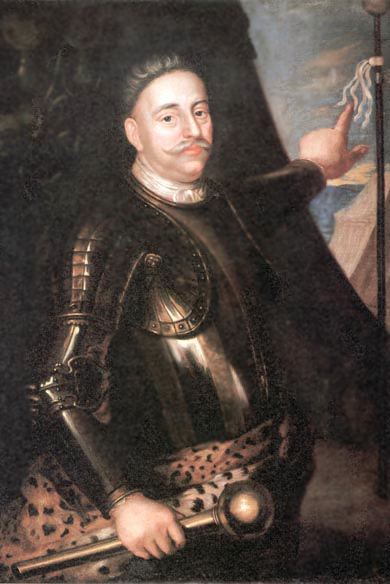
Станіслав Ян Яблоновський
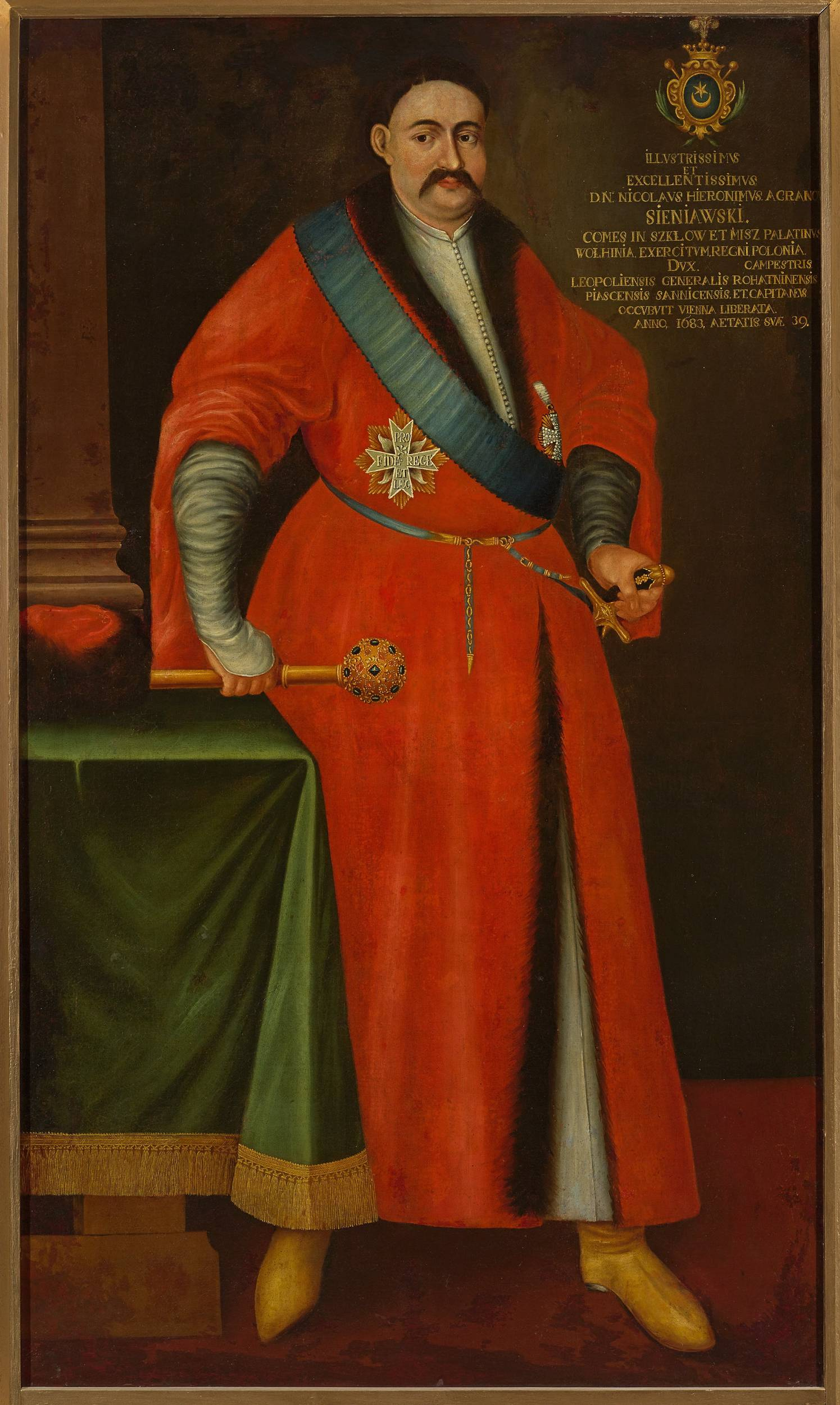
Микола Сенявський
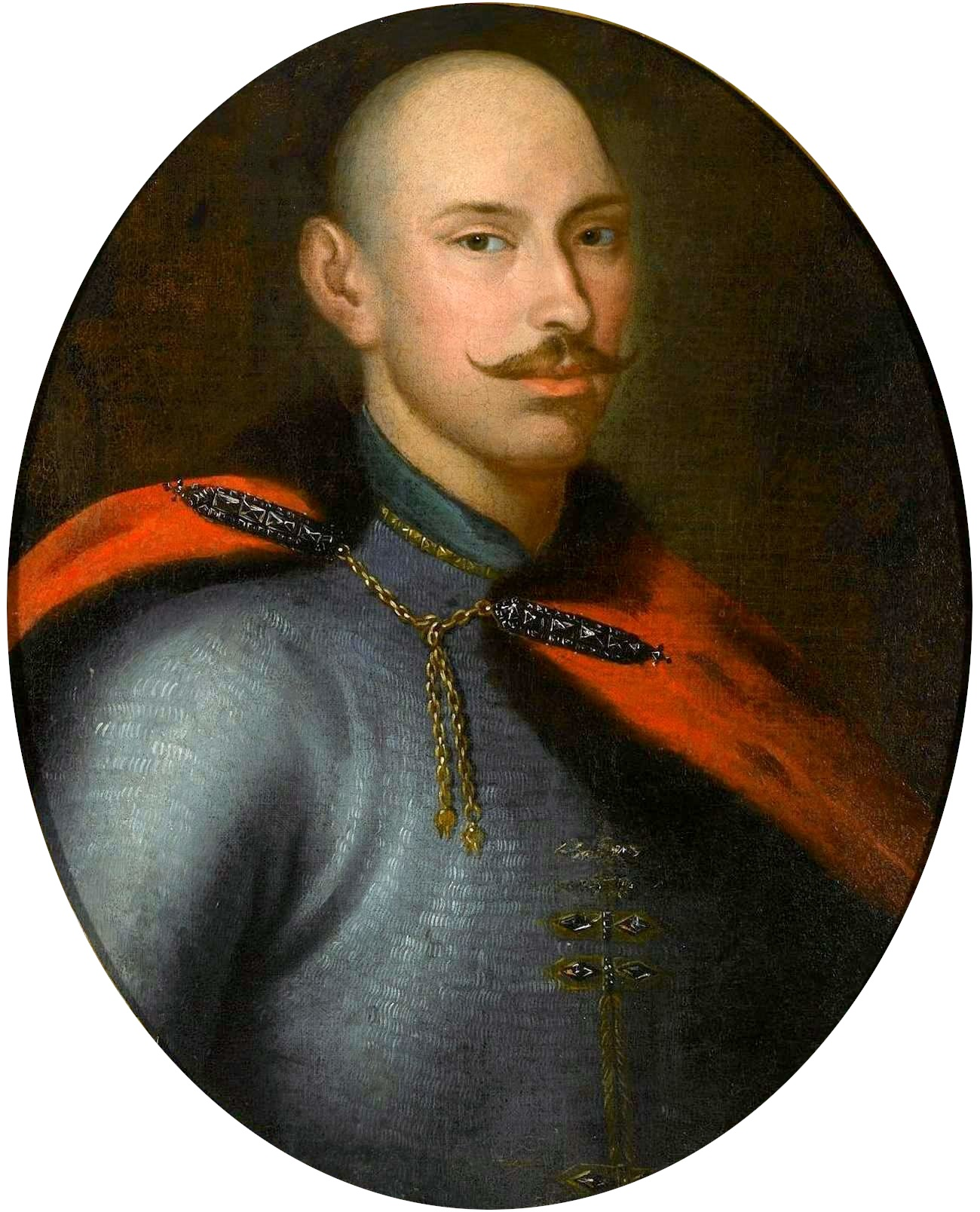
Андрій Потоцький
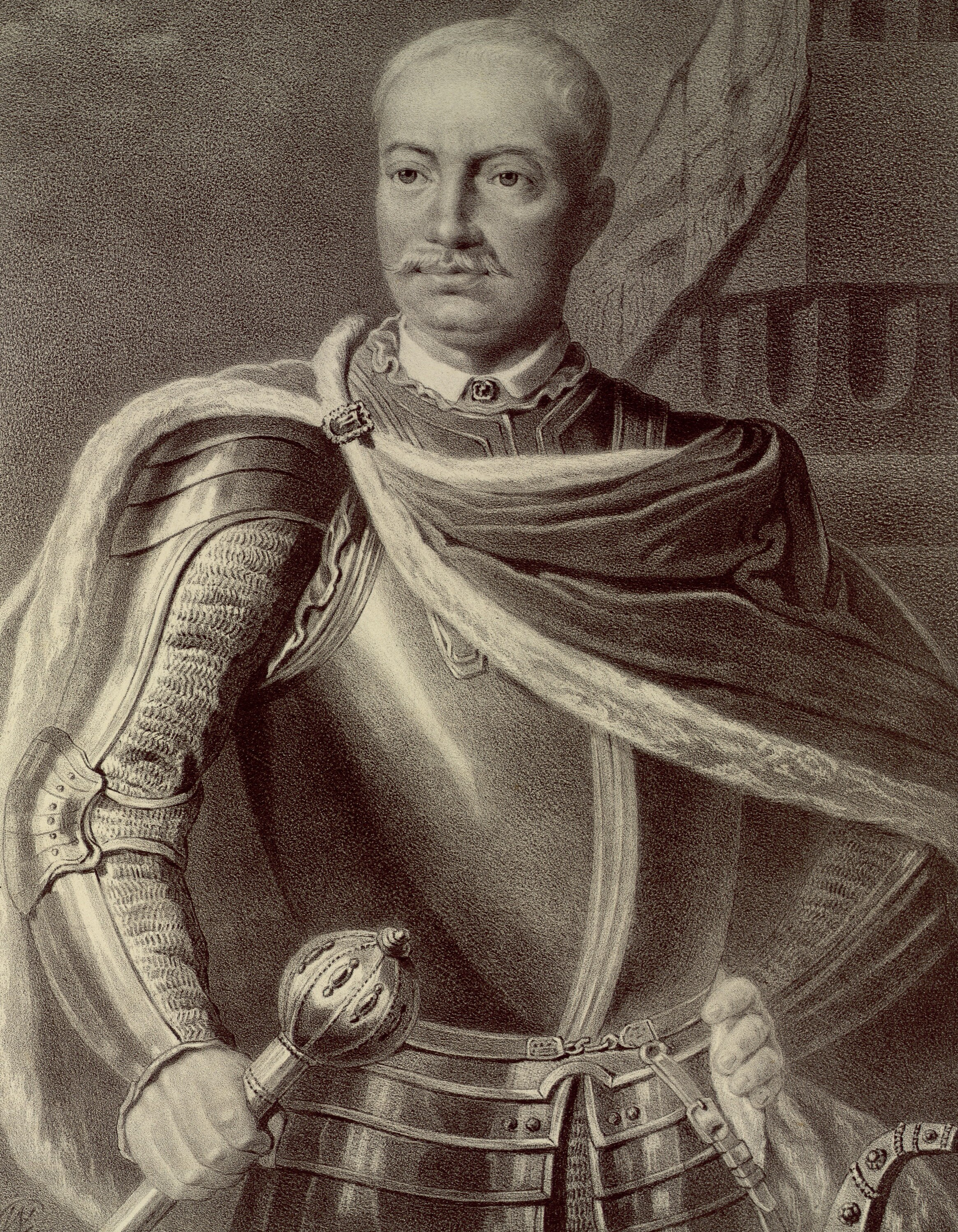
Фелікс Казимір Потоцький
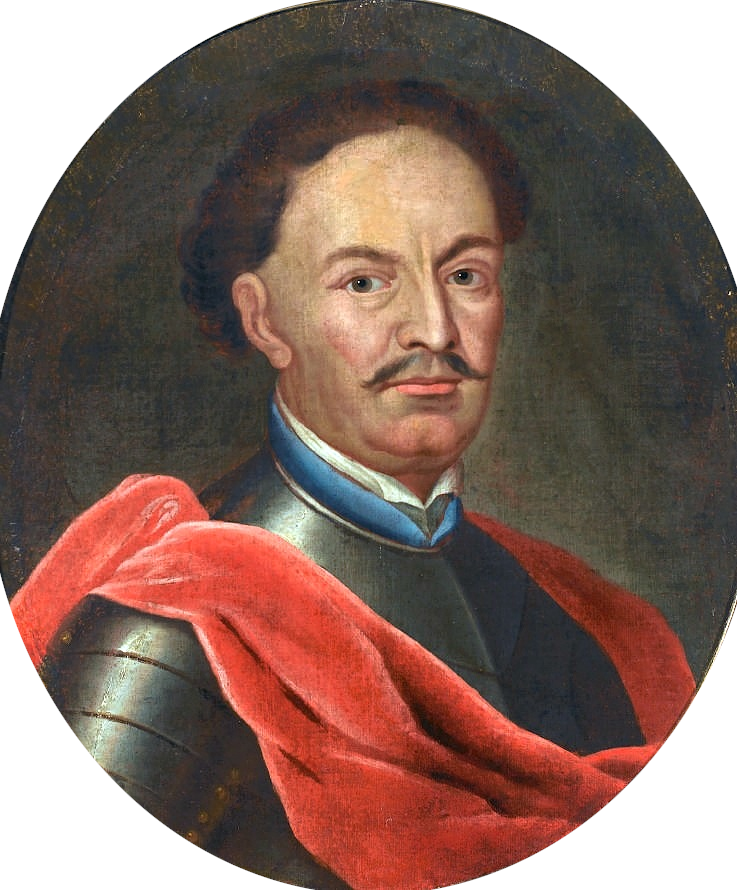
Ієронім Августин Любомирський
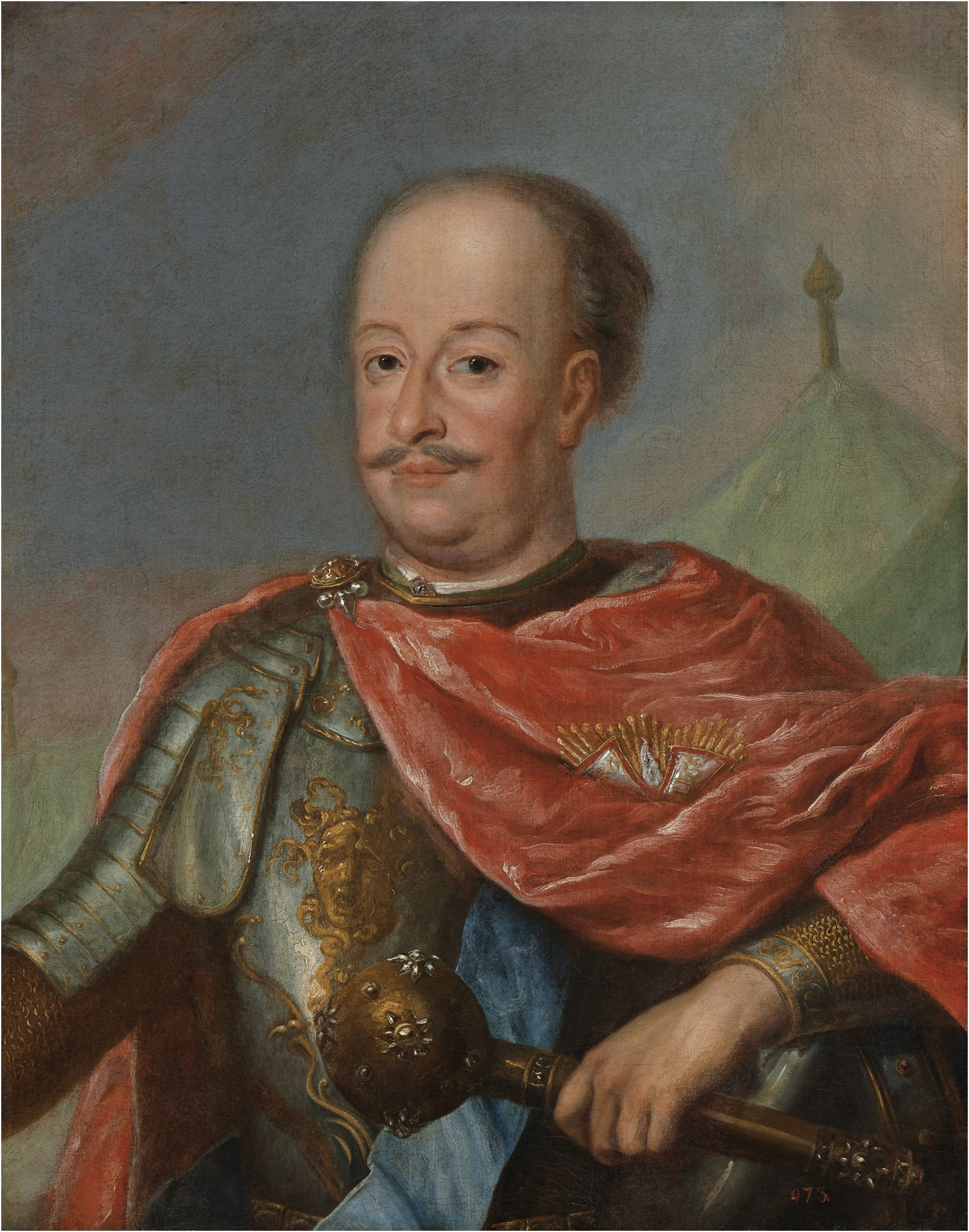
Адам Сенявський
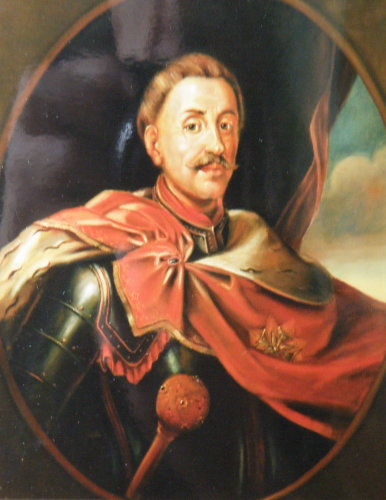
Станіслав Матвій Ревуський
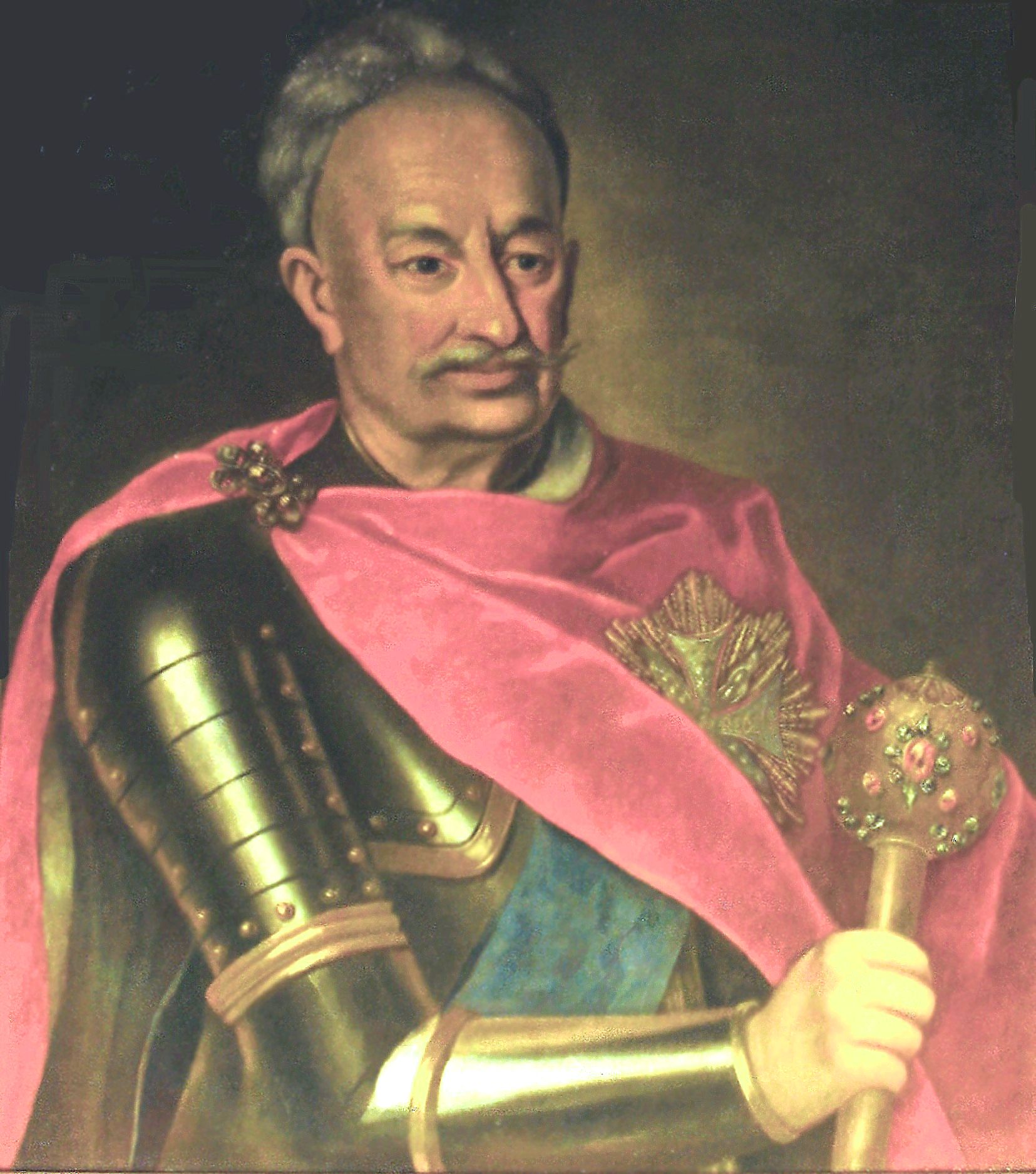
Станіслав Хометовський
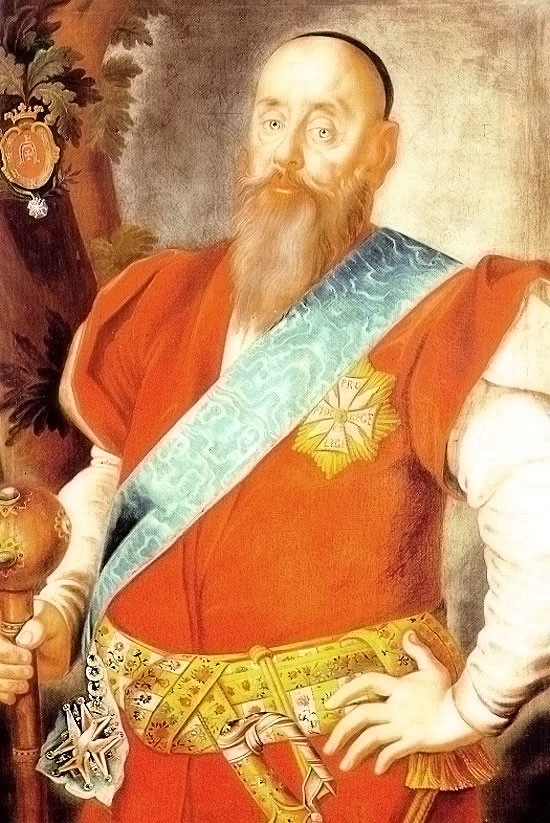
Вацлав Петро Ревуський
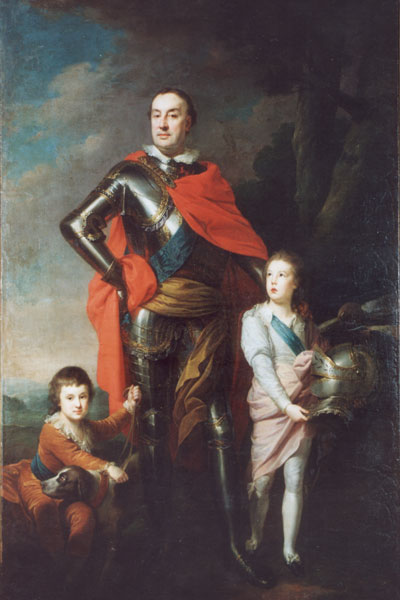
Франц Ксаверій Браницький
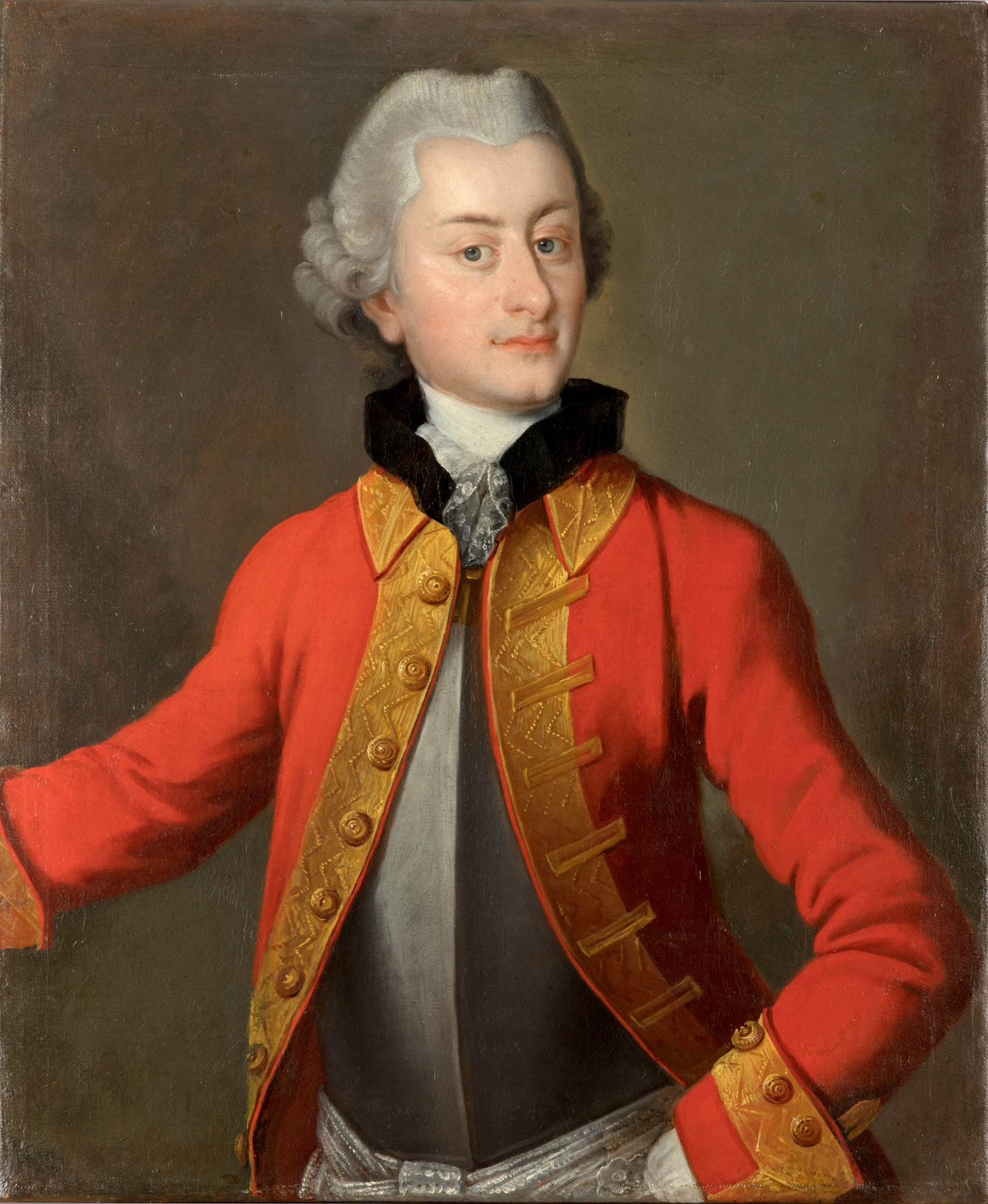
Северин Ревуський